# STS-93
إس تي إس-93 (بالإنجليزية: STS-93)‏ هي أحد رحلات ناسا إلى الفضاء وتعتبر قائد الرحلة أول قائدة تقود رحلة إلى الفضاء في التاريخ . الرحلة محملة بمرصد شاندرا للأشعة السينية